# Ayhan Barut
Ayhan Barut (* 1964 in Helvacı, Karataş, Provinz Adana) ist ein türkischer Politiker der Cumhuriyet Halk Partisi (CHP), der seit 2018 Mitglied der Großen Nationalversammlung (TBMM) ist.

## Leben
Ayhan Barut, Sohn von Tahsin Barut und dessen Ehefrau Sakine Barut, begann nach dem Besuch der Grund-, Sekundar- und Oberschule in Adana ein Studium an der Abteilung für Landmaschinen der Fakultät für Agrarwissenschaften der Universität Çukurova (Çukurova Üniversitesi), welches er 1987 als Agraringenieur beendete. Nachdem er von 1988 bis 1989 seinen Wehrdienst als Reserveoffizier des Heeres abgeleistet hatte, begann er seine berufliche Laufbahn als Agrarverleger in einem internationalen Unternehmen im Agrarsektor. Später gründete er in Yüreğir ein Unternehmen, welches im Bereich landwirtschaftlicher Pestizide, Saatguthandel und Agrarberatung tätig ist, und führt zudem in seinem Geburtsdorf Helvacı einen eigenen landwirtschaftlichen Betrieb, in dem er Baumwolle, Mais, Sojabohnen und Wassermelonen anbaut. Daneben engagierte er sich als Mitglied des Rates der Handelskammer, dem er 13 Jahre lang angehörte, und war zwischen 1994 und 1996 Vizepräsident sowie von 2000 bis 2008 Präsident der Zweigstelle Adana der Vereinigung der türkischen Ingenieur- und Architektenkammern TMMOB (Türk Mühendis ve Mimar Odaları Birliği).
Während seines politische Engagements für die Republikanische Volkspartei (CHP) war Barut unter anderem Sekretär des CHP-Bezirksverbandes Karataş und kandidierte bei der Parlamentswahl am 22. Juli 2007 für die CHP in der Provinz Adana ohne Erfolg für ein Mandat in der Großen Nationalversammlung. Er fungierte ferner zwischen 2009 und 2010 als Vorsitzender des CHP-Bezirksverbandes Çukurova sowie zeitweise als Vorsitzender des CHP-Verbandes der Provinz Adana. Bei der Parlamentswahl in der Türkei am 24. Juni 2018 wurde Barut für die Cumhuriyet Halk Partisi für die Provinz Adana erstmals zum Mitglied der Großen Nationalversammlung TBMM (Türkiye Büyük Millet Meclisi) gewählt und gehört dieser nach seiner Wiederwahl bei der Parlamentswahl am 14. Mai 2023 seither an. In der 27. Legislaturperiode (24. Juni 2018 bis 3. Juni 2023) wurde er Mitglied der Kommission für Landwirtschaft, Forstwirtschaft und ländliche Angelegenheiten (Tarım, Orman Ve Köyişleri Komisyonu) und gehört dieser auch in der 28. Legislaturperiode seit dem 3. Juni 2023 an.
Barut ist verheiratet und hat zwei Kinder.